# Xavier Guerrero
Xavier Guerrero (San Pedro de las Colonias (es), 1896 — Mexico, 1974) est un peintre mexicain. Il est l'un des pionniers du muralisme mexicain, mouvement pictural du début du XXe siècle.
Il apprend la peinture auprès de son père, maçon et décorateur, mais est essentiellement autodidacte. Installé en 1912 à Guadalajara, il commence à peindre des peintures murales, avant de s'installer à Mexico en 1919, au moment où le mouvement du muralisme est sur le point de naître.
La plupart de ses œuvres sont réalisées en collaboration avec d'autres peintres, tels que Diego Rivera et David Alfaro Siqueiros, au collège San Ildefonso de Mexico, au siège principal du Secrétariat de l'Éducation publique (en) et à l'université autonome Chapingo (es) ; toutefois, une grande partie de ses autres œuvres a été perdue. S'il est surtout connu pour ses peintures murales, ses toiles ultérieures sont considérées comme meilleures.

## Biographie
Javier Guerrero Saucedo Francisco — qui prendra le nom de Xavier Guerrero pour sa carrière professionnelle — naît de Toalul Guerrero et Marion Saucedo le 1er décembre 1896 à San Pedro de las Colonias (es), dans l'État de Coahuila, dans le nord du Mexique,.
Son père est maçon, peintre et décorateur et travaille dans les haciendas. Javier s'implique très tôt dans le métier de son père, apprenant l'esthétique et les techniques de peinture,. Enfant, il apprend à mélanger pour créer de la peinture ainsi qu'à fabriquer du ciment et du mortier, sa capacité à peindre à l'aquarelle étant reconnue dès son plus jeune âge.

### Départ à Guadalajara
Déjà remarqué pour son travail à l'aquarelle, il s'installe à Guadalajara en 1912 où il rencontre des peintres, des musiciens, des sculpteurs et des journalistes dans un lieu appelé Centro Bohemio, l'un des centres du début du mouvement mexicain du muralisme ; Jean Charlot devient l'un de ses meilleurs amis,.
Il commence à peindre des fresques à Guadalajara, généralement avec des sujets bibliques, des paysages ruraux, des allégories et des peintures décoratives. Il crée ainsi sa première fresque en 1912 sur un bâtiment à Jalisco appelé Palacio de las Vacas alors qu'il n'a que seize ans. De 1913 à 1914, il réalise une fresque sur le plafond de l'Hospital de San Camilo représentant la résurrection du Christ.

### Installation à Mexico
En 1919, il s'installe à Mexico pour peindre la coupole de l'ancien Monastère del Carmen et fait des recherches sur les techniques de fresques préhispaniques,. La même année, il signe une pétition, avec d'autres artistes, demandant au président Venustiano Carranza de fournir des installations pour la création et la promotion de l'art mexicain, juste avant ce qui est considéré comme le début officiel du mouvement du muralisme mexicain avec les efforts de José Vasconcelos.

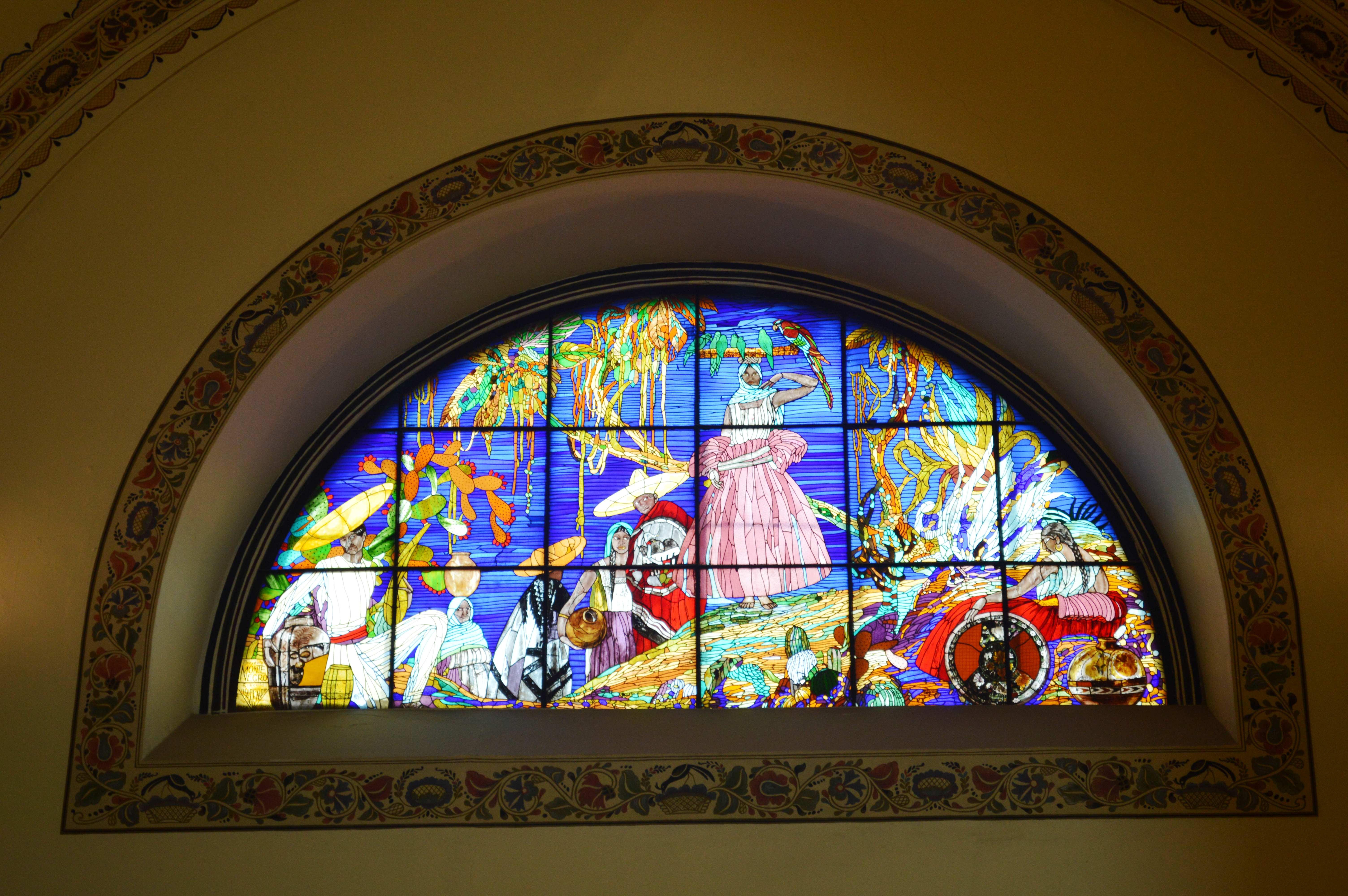
Le Vitrail El Jarabe Tapatío conçu par Roberto Montenegro et Xavier Guerrero dans les années 1920 au Museo de la Luz, dans le centre historique de Mexico.

Il travaille avec Roberto Montenegro à l'ancien monastère Saint-Pierre et Saint-Paul (es) sur la fresque El arbol de la vida (L'Arbre de la vie) et la conception des vitraux El Jarabe Tapatío (La danse jarabe) et La vendedora de pericos (La vendeuse de perruches),. Il conçoit également le vitrail avec le sceau de l'université nationale autonome du Mexique dans le même bâtiment avec Jorge Enciso,.
En 1921, Guerrero rencontre Diego Rivera et devient l'un des artistes à peindre le bâtiment du collège San Ildefonso de Mexico, puis l'École nationale préparatoire (es) et l'amphithéâtre Simón Bolivar (es), le plus souvent à l'encaustique,. Sous la direction de Rivera et de Siqueiros, il devient l'un des peintres du bâtiment du siège principal du Secrétariat de l'Éducation publique (en) avec Amado de la Cueva (en) et Pablo O'Higgins,. Malgré sa position subalterne, c'est lui qui enseigne à Rivera comment préparer les murs pour la réalisation de fresques,. Il participe aux œuvres de José Clemente Orozco, Carlos Mérida, Miguel Covarrubias et Adolfo Best Maugard. Avec Gabriel Fernández Ledesma, il conçoit le lambris en carreaux de faïence Talavera pour l'œuvre murale intitulée Zodiaco en 1921.

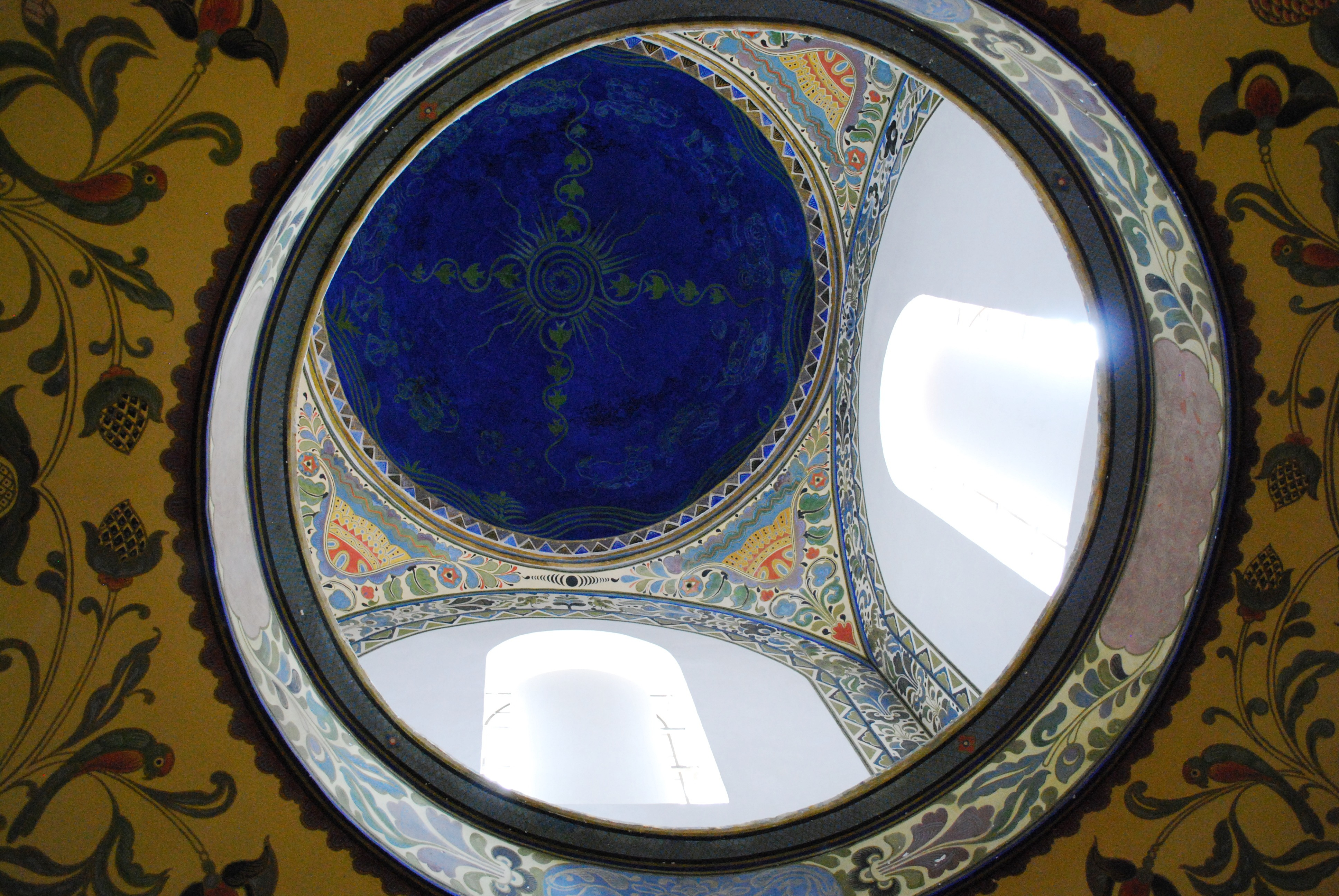
Petite coupole peinte par Roberto Montenegro et Xavier Guerrero dans les années 1920 au Museo de la Luz.

Une grande partie de son œuvre murale est réalisée à l'université autonome Chapingo (es), un collège agricole de 1923 à 1927 : il travaille sur les six frontons du bâtiment du Parthénon pendant que Rivera peint l'intérieur de l'ancienne chapelle de l'école. Les frontons sont peints avec des allégories de la relation entre l'humanité et les fruits des champs, qui contiennent également des symboles communistes. Ces peintures murales sont restaurées en 2006,. Il réalise également une peinture murale de vingt-deux panneaux dans l'ancienne maison du directeur, qui sera démolie dans les années 1960, mais dont les panneaux ont été déplacés au préalable, cinq d'entre eux étant exposés en permanence au musée national de l'agriculture sur le campus et les autres dans l'Institut national des Beaux-Arts et de la Littérature (es). Au total, Chapingo possède vingt-trois panneaux de fresque, un portrait à l'huile, un dessin au crayon et des reliefs sculptés de sa main.
Dans les années 1920, il a une relation avec la photographe Tina Modotti dont il fait un portrait en 1928,. Pendant un temps, il vit avec Diego Rivera et Frida Kahlo. Modotti initie Guerrero à la pensée stalinienne et celui-ci devient politiquement actif dans le mouvement communiste du pays. Il soutient toute sa vie la politique socialiste et communiste. Javier Guerrero et David Alfaro Siqueiros fondent en 1924 El Machete, une publication du Parti communiste mexicain, et le Sindicato de Obreros Técnicos, Pintores y Escultores (Syndicat des ouvriers techniques, peintres et sculpteurs),. Son travail d'homme politique et de journaliste le conduit dans différentes parties du monde, y compris en Union soviétique, où il se rend en 1927 pour étudier à l'université Lomonosov,.
À partir des années 1930, sa carrière se concentre essentiellement sur la peinture sur toile, qui est considéré comme étant de meilleure qualité, mais qui ne lui apporte pas la reconnaissance de son œuvre murale. Cependant, de 1940 à 1942, il travaille avec David Siqueiros sur une fresque à Chillán, au Chili, intitulée Muerte al invasor (Mort à l'envahisseur), à la bibliothèque Pedro Aguierre Cerda de l'Escuela México. Il peint les panneaux de la fresque intitulée De México a Chile (Du Mexique au Chili) dans le hall du même bâtiment. Elles sont restaurées en 2009 mais sont endommagées par un tremblement de terre en 2010,,. Les peintures murales de Chillán sont devenues une attraction touristique majeure pour la ville.
Parmi les peintures murales ultérieures, sont notables Motivos mexicanos (Motifs mexicains), dans la maison de l'homme politique, peintre et écrivain José Guadalupe Zuno (es), et El día y la noche (Le jour et la nuit), au cinéma Ermita de Tacubaya (es), dans les années 1950,. Il a également peint des peintures murales dans une résidence de Guadalajara et au Club de la Unión de Mecánicos, mais il n'en reste que des fragments.

### Dernières années

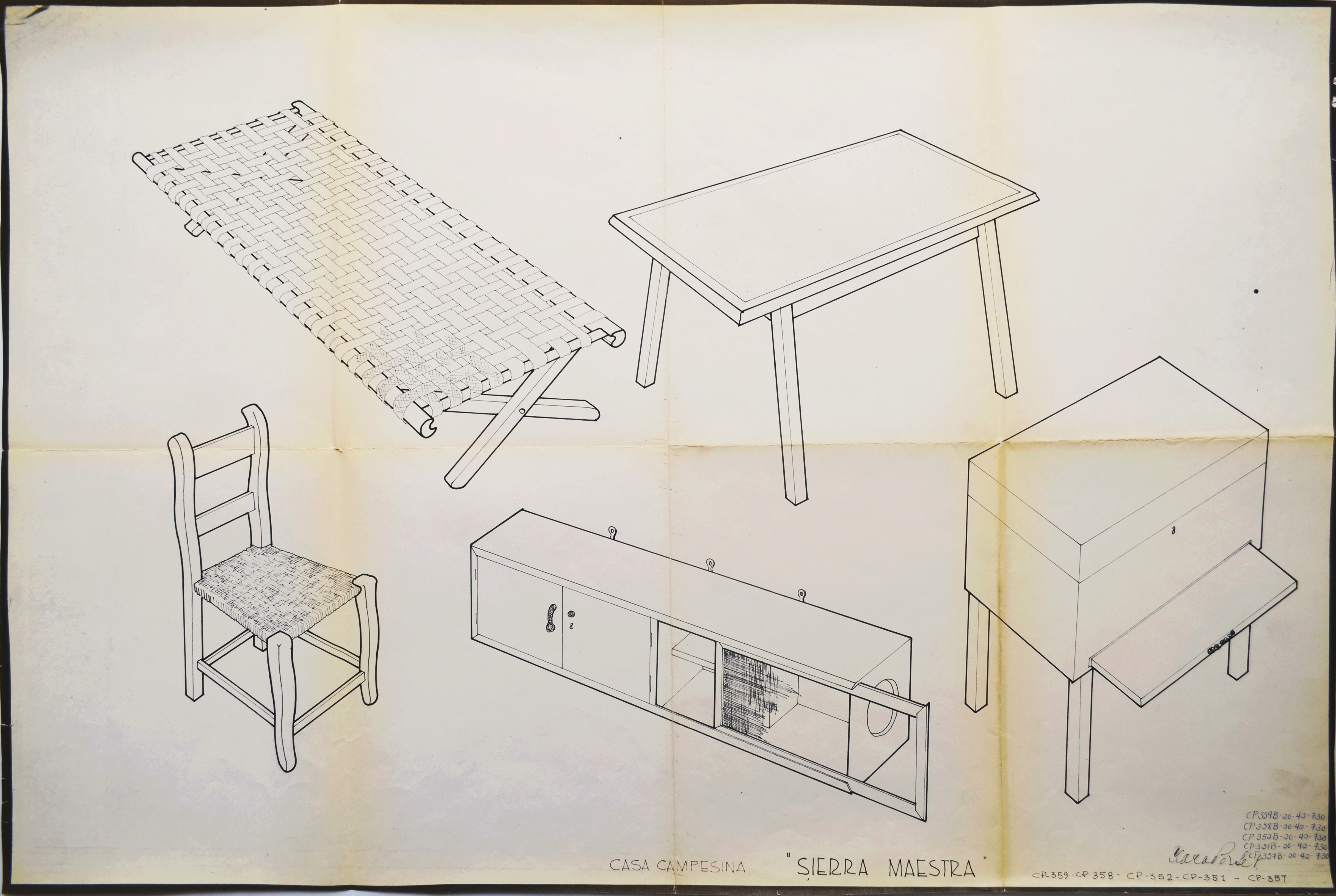
Dessin du mobilier issu du mobilier paysan utilisé dans la Ciudad Escolar de la Sierra Maestra. Cet ensemble a été conçu par Clara Porset et Xavier Guerrero pour le concours Organic Design in Home Furnishings du Museum of Modern Art.

Dans les années 1950, il rencontre et épouse la designer cubaine Clara Porset, qui a sa propre carrière professionnelle en travaillant avec des architectes tels que Juan Sordo Madaleno (es), Luis Barragán, Mario Pani (es) et Enrique del Moral (es),.
La dernière résidence de Guerrero se trouve dans la Calle del Hipo, dans le quartier de San Ángel à Mexico. Xavier Guerrero meurt dans cette ville le 29 juin 1974 à l'âge de 77 ans, et est enterré au Panteón Jardín.

## Œuvre
Xavier Guerrero est l'un des artistes les plus importants de l'État de Coahuila, mais il est relativement méconnu, car il n'a pas atteint le niveau de célébrité de nombre de ses contemporains,. Cela est dû au fait que la plupart de ses œuvres murales ont disparu, les plus grandes collections se trouvant à Guadalajara et à l'université autonome Chapingo (es) dans l'État de Mexico,, et que la plupart de ses travaux ont été réalisés en collaboration avec d'autres artistes ou en étant leur subordonné. Il a cependant été l'un des pionniers du mouvement mexicain de muralisme avec Diego Rivera, José Clemente Orozco et David Alfaro Siqueiros.

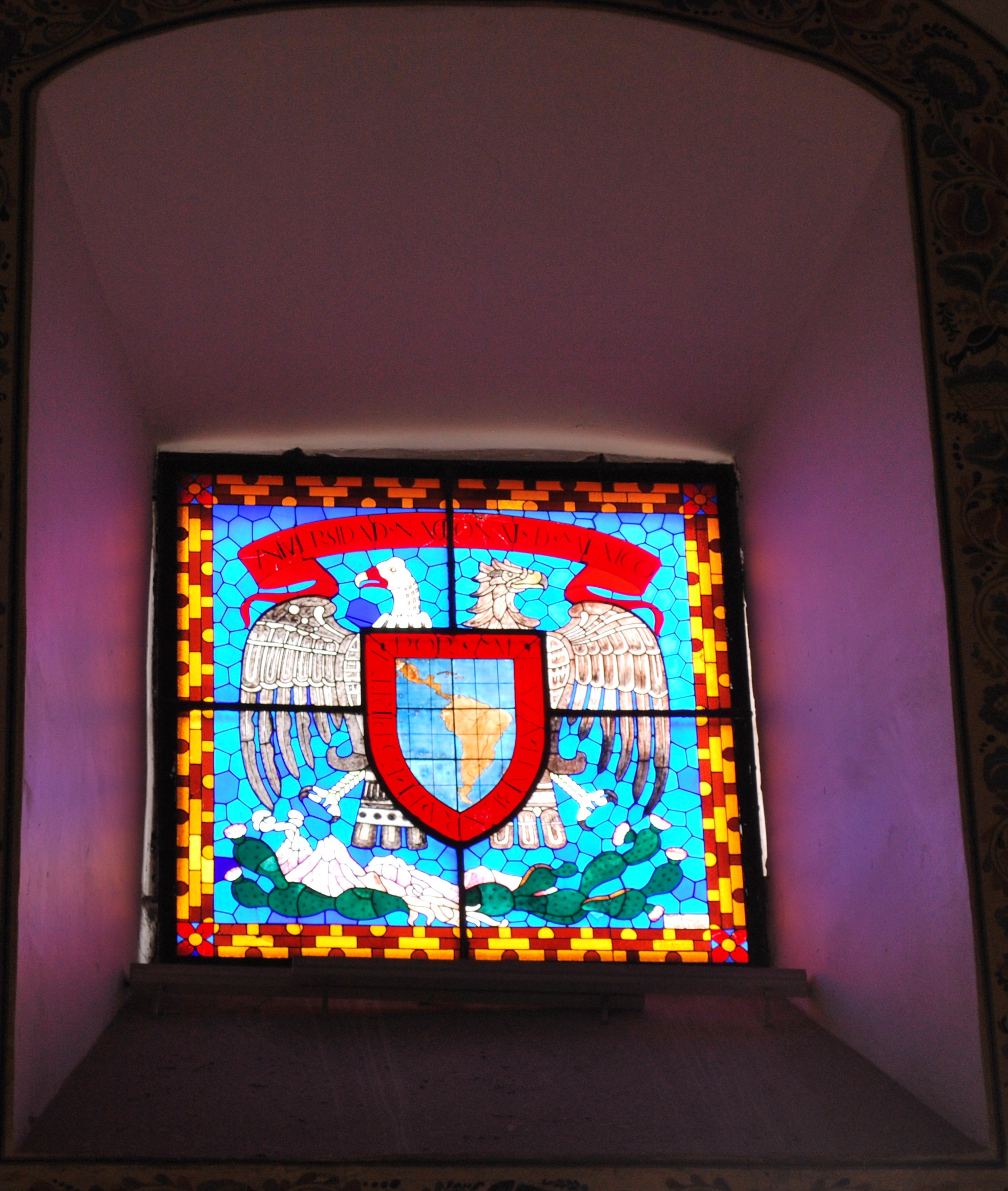
Sceau de l'université nationale autonome du Mexique sous la forme d'un vitrail conçu par Roberto Montenegro et Xavier Guerrero dans les années 1920 au Museo de la Luz.

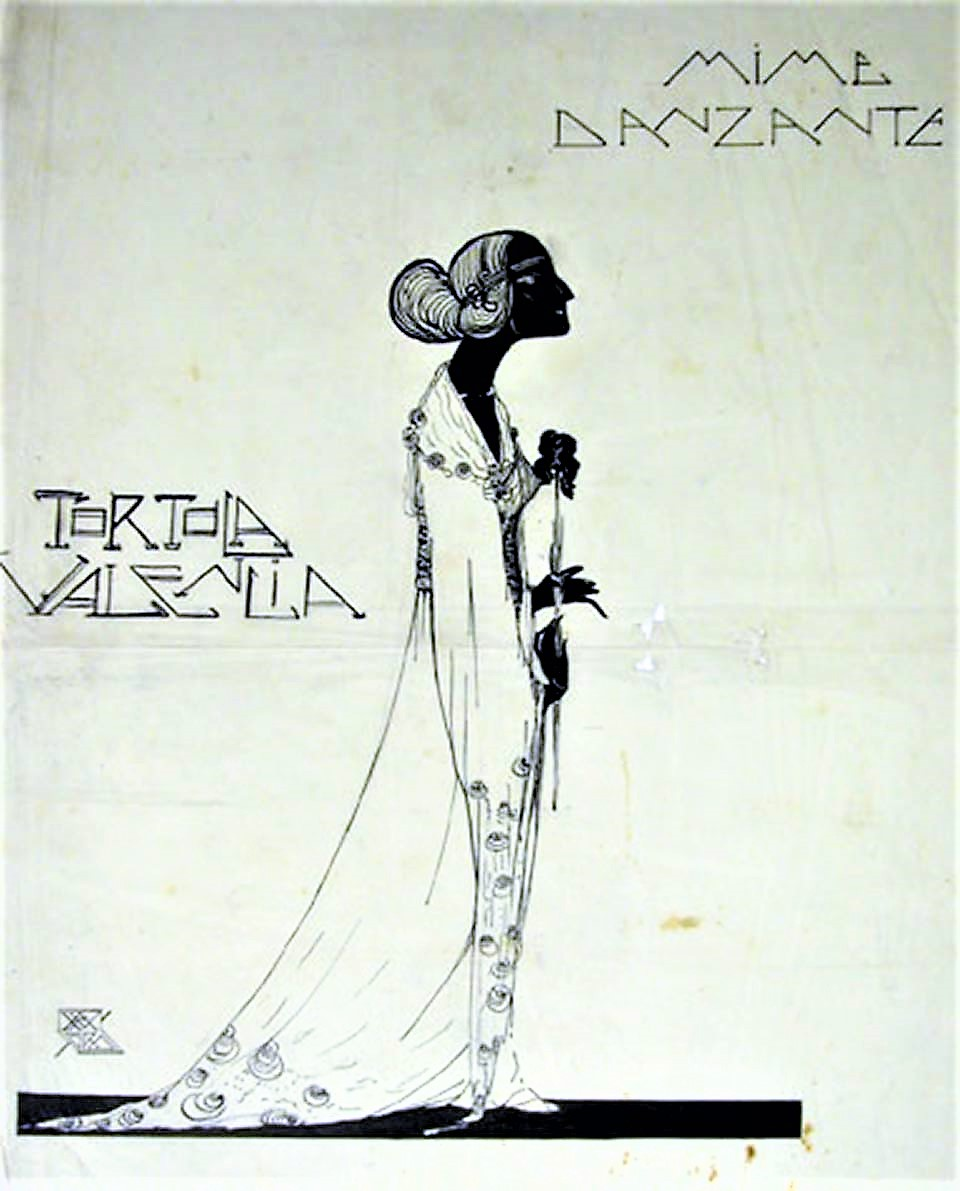
Caricature de la danseuse Carmen Tórtola Valencia.

Au cours de sa carrière, Xavier Guerrero a réalisé des huiles sur toile, des dessins et des peintures murales. Bien que celles-ci soient les plus connues, ses toiles sont considérées comme étant de meilleure qualité et ont eu plus de succès de son vivant,. À l'époque, ses peintures murales étaient considérées comme ayant une qualité « faible », mais ses toiles ultérieures montrent un grand raffinement dans sa technique. Son œuvre sur toile la plus significative est un autoportrait de 1947 dans lequel domine une couleur rouge sang. Malgré cela, Rivera le considérait comme un maître des techniques de peinture murale à fresque, et Jean Charlot l'appelait « un maître dans tout ce qui concerne escalader et peindre des la peinture des maisons et des murs », car il enseignait à ces deux artistes les techniques de peinture murale et de préparation des murs.
Son œuvre murale a d'abord été influencée par l'expérience qu'il a acquise dans son enfance en matière de maçonnerie et de décoration et présente une qualité folklorique. Son œuvre est considérée comme brouillant la distinction entre les beaux-arts, l'art populaire et l'artisanat. Il est prouvé qu'une grande partie de son talent de peintre était autodidacte. Son œuvre murale était principalement associée au mouvement du muralisme mexicain ; même si ses voyages lui ont permis de voir d'autres styles de peinture, il est resté fidèle au réalisme social (es) qui se développait au Mexique. Ses thèmes muraux incluent l'histoire, la souffrance, le travail et les aspirations du peuple mexicain. Comme beaucoup de muralistes, il considérait l'art comme un moyen de transformation sociale visant à libérer les classes opprimées, mais il trouvait aliénant le caractère ouvertement politique du mouvement,.
Les thèmes de Guerrero ont tendance à être plus philosophiques. Pour Guerrero, l'homme et la nature s'identifient et interagissent de manière magique et poétique. Ses sujets sont le plus souvent des images de la nature, comme des paysages, des fleurs et des fruits. Même lorsqu'il représentait le corps humain, celui-ci était généralement entouré de plantes et d'animaux. Son œuvre a été décrite comme panthéiste et mythique dans la mesure où l'homme n'y figure pas, surtout dans ses toiles, et où les éléments de la nature ont des qualités anthropomorphiques. Pour cette raison, il a été décrit comme le successeur de l'art précolombien du Mexique. Cette qualité distingue son œuvre de celle de ses contemporains.

## Prix et reconnaissance
Parmi ses récompenses, on compte un prix important, la première place au Concours international de design de mobilier contemporain parrainé par le Museum of Modern Art de New York. Il a également été accepté comme membre du Salón de la Plástica Mexicana.
Il a eu une grande exposition au musée d'Art moderne de Mexico en 1972. En 2002, l'État de Coahuila a organisé une rétrospective de son œuvre intitulée « Entre Torreón y San Pedro, homenajo al maestro Xavier Guerrero ».